# آنری دوبن
آنری دوبن (فرانسوی: Henri Debain‎؛ ‏ ۳ اوت ۱۸۸۶ – ۲۵ سپتامبر ۱۹۸۴) کارگردان فیلم و بازیگر اهل فرانسه بود.
از فیلم‌ها یا برنامه‌های تلویزیونی که وی در آن نقش داشته‌است، می‌توان به کنت دو مونت کریستو و مارکیتا اشاره کرد.